# Союз ТМ-11
Союз ТМ-11 е пилотиран космически кораб от серията „Союз ТМ“ към станцията „Мир“ и 87-и полет по програма „Союз“.

## Екипаж

### При старта

#### Основен
- Виктор Афанасиев(1) – командир
- Муса Манаров(2) – бординженер
- Тоехиро Акияма(1) – репортер и космонавт-изследовател

#### Дублиращ
- Анатолий Арцебарски – командир
- Сергей Крикальов – бординженер
- Риоко Кикучи – репортер и космонавт-изследовател

### При кацането
- Виктор Афанасиев(1) – командир
- Муса Манаров(2) – бординженер
- Хелън Шърман(1) – космонавт-изследовател

## Параметри на мисията
- Маса: 7150 кг
- Перигей: 367 км
- Апогей: 400 км
- Наклон на орбитата: 51,6°
- Период: 92,2 мин

## Описание на полета
Тоехиро Акияма е първият космически турист, който полита в космоса след като се плаща за това. Телевизионния канал TBS, за който работел, плаща за полета 28 млн. щатски долара. На борда на ракетата-носител са изобразени японския флаг и реклама. Камера в спускаемия апарат снимала процеса на приземяване за излъчване по телевизията.
В СССР този полет е наричан първи търговски полет и е обявено, че от него са спечелени 14 млн. долара. Японския журналист ежедневно предавал 10-минутен репортаж и 20-минутен радиорепортаж. Заради несъвместимост на електрическите и видеозаписващите системи на СССР и Япония, Акияма е принуден да вземе със себе си различни адаптери и преобразователи. Цялото това оборудване е с тегло около 170 кг и пристигнало на станцията „Мир“ с транспортния кораб „Прогрес“. Самото приземяване на кораба „Союз ТМ-10“ е предавано по канал „TBS“ на живо.
Осмата експедиция на станцията „Мир“ осъществява мащабна програма по преоборудване на станцията „Мир“. Прокарването на електрическите кабели ставало не само във вътрешността на станцията, а и чрез работа в открития космос. След всичко това мощността на слънчевите батерии става достатъчна за всички модули на станцията. На 7 януари е ремонтиран изходния люк на модула Квант-2 (продължителност на работата в открития космос 5:18 ч). След това са монтирани решетки за поставяне на слънчеви батерии (23 януари, 5:04 ч) и кран за пренареждане на носещи конструкции за слънчеви батерии (26 януари, 6:20 ч). Освен това на 25 април е настроена отново антената на автоматичната система за сближение и скачване „Курс“ (3:30 ч). Провеждат се научни експерименти в областта на наблюдениет на Земята, биологията, медицината и материалознанието.

### Космически разходки
| № | Участници                     | Начало                   | Край                     | Продължителност    |
| - | ----------------------------- | ------------------------ | ------------------------ | ------------------ |
| 1 | Муса Манаров Виктор Афанасиев | 7 януари 1991 17:03 UTC  | 7 януари 1991 22:21 UTC  | 5 часа и 18 минути |
| 2 | Муса Манаров Виктор Афанасиев | 23 януари 1991 10:59 UTC | 23 януари 1991 16:32 UTC | 5 часа и 33 минути |
| 3 | Муса Манаров Виктор Афанасиев | 26 януари 1991 09:00 UTC | 26 януари 1991 15:20 UTC | 6 часа и 20 минути |
| 4 | Муса Манаров Виктор Афанасиев | 25 април 1991 20:29 UTC  | 26 април 1991 00:03 UTC  | 3 часа и 34 минути |

Провизии и консумативи са доставени с транспортните кораби „Прогрес М-6“ и „Прогрес М-7“.